# El Carmen Rivero Tórrez
El Carmen Rivero Tórrez – miasto w Boliwii, w departamencie Santa Cruz, w prowincji Germán Busch.